# Franz Sikuta
Franz Sikuta (geboren am 21. Oktober 1921 in Wien; verstorben am 11. Jänner 1944 ebenda) war ein österreichischer Eisendrehergehilfe und Widerstandskämpfer gegen den Nationalsozialismus. Er wurde von der NS-Justiz zum Tode verurteilt und im Alter von 22 Jahren im Wiener Landesgericht geköpft.

## Leben
Sikuta arbeitete am Aufbau des Kommunistischen Jugendverbandes Österreichs (KJVÖ) mit und beteiligte sich an der Widerstandsgruppe Der Soldatenrat. Diese Gruppe erarbeitete pazifistische Schriften und versandte sie mittels Feldpost an Soldaten an der Front. Sikuta wurde von der Gestapo am 12.  Juni  1942 festgenommen und stand am 12. Oktober 1943 wegen „Vorbereitung zum Hochverrat“ – gemeinsam mit Anna Gräf, Karl Mann und Leopoldine Sicka – vor dem Volksgerichtshof. Alle vier Angeklagten wurden zum Tode verurteilt: „Wer im Kriege, während der Soldat an der Front kämpft und blutet und die Heimat das Letzte an Opfern und Kraft hergibt, um diesen Kampf der Soldaten zu unterstützen, die Einheit von Front und Heimat zu zerstören sucht, muss fallen.“
Franz Sikuta wurde am 11. Jänner 1944 im Wiener Landesgericht mit dem Fallbeil hingerichtet.
Seine Mutter Franziska Sikuta wurde am 1. Februar 1943 ebenfalls festgenommen und zu einem Jahr Haft verurteilt.

## Gedenken
Sein Name findet sich auf der Gedenktafel im ehemaligen Hinrichtungsraum des Wiener Landesgerichts.

## Nachweise
1. ↑  Bailer/Maderthaner/Scholz, S. 63
2. ↑  Nachkriegsjustiz, abgerufen am 10. Februar 2015

| Personendaten    | Personendaten                                                     |
| ---------------- | ----------------------------------------------------------------- |
| NAME             | Sikuta, Franz                                                     |
| KURZBESCHREIBUNG | österreichischer Widerstandskämpfer gegen den Nationalsozialismus |
| GEBURTSDATUM     | 21. Oktober 1921                                                  |
| GEBURTSORT       | Wien, Österreich                                                  |
| STERBEDATUM      | 11. Januar 1944                                                   |
| STERBEORT        | Wien, Österreich                                                  |